# Nora's Hair Salon 2: A Cut Above
Nora Hair Salon 2: A Cut Above é uma comédia-dramática  de 2008 ,o filme escrito por Chanel Capra e Jill Maxcy, que também dirigiu. O filme é estrelado Tatyana Ali,  Stacey Dash , e Bobby Brown, e é a sequencia do filme de 2004 Nora Hair Salon. Este é o último filme da série a contar com o elenco original , Nora's Hair Salon 3 mo elenco é mudado. Foi lançado diretamente em DVD. 

## Sinopse
Proprietário do salão de beleza Nora quis seu negócio para seus dois sobrinhos afastados e ambos estão em desacordo quando ela descobrem a sua herança.

## Elenco
- Tatyana Ali - Lilliana
- Stacey Dash - Simone
- Christine Carlo — Xenobia
- Donn Swaby — Delicious
- Bobby Brown — Caress/ Butter
- Brandi Burnside — Tashina
- Clearthur Lee III — Sensation
- Ananda Lewis — Ananda
- Don Wilson Moore — Dexter Lewis
- Claudine Oriol — Jill
- Jonny Siew — Ling
- Lucille Soong — Ming
- Jean-Claude La Marre — Devin
- Mekhi Phifer — Maxwell Terry